# Tre mand frem for en baby
Tre mand frem for en baby (fransk: Trois hommes et un couffin) er en fransk film fra 1985, instrueret af Coline Serreau. Filmen er den 9. mest indtjenende film i fransk filmhistorie og den modtog flere priser.

## Handling
Filmen handler om Jacques, der er steward hos Air France og som accepterer at modtage en pakke på vegne af hans ven Paul. Pakken blev leveeret til det hus hvor Jacques bor sammen med sine to venner Pierre og Michel. Men Jacques glemmer at varsko sine to venner og tager til Thailand som en del af sit job. Pakken ankommer, men viser sig at indeholde Jacque og Sylvias datter Marie. De to, senere tre, ungkarle prøver nu at få et deres liv til at hænge sammen med job og et spædbarn. Senere ankommer den pakke som Jacques oprindeligt havde lovet at modtage, det viser sig at denne indeholder narkotika og drengen skal nu også forholde sig til de forbrydere, der vil have deres narko tilbage og politiet, som jagter dem alle.